# N-Metilornitin
N-Metilornitin je aminokiselina sa formulom CH3N(H)(CH2)3CH(NH2)CO2H. Ova aminokiselina se javlja u prirodi. Ona nije esencijalna.